# لمسة (فلم 2024)
لمسة (بالإنجليزية: Touch؛ بالآيسلندية: Snerting) هو فيلم دراما رومانسي
صدر عام 2024، وهو إنتاجٌ دوليٌّ مشترك بين آيسلندا والولايات المتحدة والمملكة المتحدة، من إخراج بالتاسار كورماكور وكتابة كورماكور وأولافور يوهان أولافسون، وبطولة إغيل أولافسون وكُوكي وبالمي كورماكور. يستند إلى رواية أولافور يوهان أولافسون الصادرة عام 2022 بالعنوان نفسه. يتتبّع الفيلمُ رحلةَ أرملٍ يبحث عن حبيبته الأولى التي اختفت قبل خمسين عامًا، قبل أن يَفوته الأوان.
عُرِض الفيلم لأول مرة في آيسلندا في 29 مايو/أيار 2024. واختير لاحقًا ليمثل آيسلندا في فئة «أفضل فيلم دولي» ضمن الدورة السابعة والتسعين لجوائز الأوسكار، وبلغ القائمة القصيرة (أفضل 15 فيلمًا)، غير أنّه لم يُدرَج ضمن الترشيحات النهائية.

## القصة
في أواخر ستينيات القرن العشرين، يَدرس الشابُّ الآيسلندي «كريستوفر» في كلية لندن للاقتصاد، لكن قناعاته اليسارية تُدخِله في صدامٍ مع إدارة الجامعة. وبعد أن سخر منه زملاؤه لقوله إنه سيترك الدراسة، يتقدّم على عَجَلٍ للعمل غاسلَ صحون في «نيبّون»، وهو مطعم ياباني يملكه الطاهي «تاكاهاشي»، حيث يتعرّف ويقع في حب «ميكو» ابنة المالك.
يتعلم كريستوفر اليابانية ويجتهد في عمله حتى يَحْظى بثقة تاكاهاشي وميكو. ويشهد تاكاهاشي وهو يَفْصِل بالقوة علاقةً بين ميكو وصديقٍ لها. يُدرّب تاكاهاشي كريستوفر على الطهي ويسمح له بالحضور مبكرًا للتدرّب، ومع زيارات ميكو لتذوّق أطباقه يتقارب الاثنان ويبدآن علاقةً سرّيةً من دون علم والدها. تُصارحه ميكو بأن أسرتها من هيروشيما، وأن والدتها كانت حاملاً بها وقت القصف، وأنهم تعرّضوا للتمييز في اليابان بوصفهم من «هيباكوشا» (الناجين من القصف)، فانتقلوا إلى إنجلترا.
بعد عودته من عطلة، يُفاجأ كريستوفر بإغلاق المطعم ورحيل عائلة تاكاهاشي دون وداع، مع ترك شيكٍ أخيرٍ باسمه.
بعد خمسين عامًا، يغدو كريستوفر أرملًا يعيش وحيدًا في آيسلندا. تبدأ ذاكرته في الخفوت، فينصحه طبيبه بحسم ما تبقّى لديه من أمورٍ عالقة ما دام يملك الوقت والقدرة. يُغلق كريستوفر مطعمه وينطلق للبحث عن ميكو بينما العالم تحت وطأة جائحة كوفيد-19. يصل إلى لندن وسط القيود، ليجد أنّ مطعم تاكاهاشي صار محلًّا للوشوم. يعثر على «هيتومي»، وهي موظفة سابقة في «نيبّون»، فتخبره أنّ تاكاهاشي وميكو عادا إلى اليابان قبل خمسين عامًا وأنّ تاكاهاشي تُوفِّي منذ ذلك الحين، وتزوّده بآخر عنوانٍ معروف لميكو.
يزور كريستوفر شقة ميكو في اليابان. وبعد لحظة تردّد، يَعانق كلٌّ منهما الآخر لأول مرة منذ أكثر من نصف قرن. تكشف ميكو سبب اختفائها المفاجئ: كان والدها يخشى أن تُصاب ذريتها بـتشوُّهات خِلْقية ناجمةٍ عن التعرُّض للإشعاع، فمنعها من أي علاقة. ولمّا اكتشف حملَها من كريستوفر، أعادها إلى اليابان وأجبرها لاحقًا على تسليم الطفل للتبنّي. بقيت ميكو غيرَ متزوّجة ولم تُنجب سواه. ثم تخبره أنّ ابنهما «أكيرا» وُلِد سليمًا وتبنّته أسرة محِبَّة، وهو الآن طاهٍ يملك مطعمه الخاص ولديه عائلة. تصحبه ميكو إلى مطعم أكيرا حيث اعتادت ارتياده. يَغْلِب التأثرُ كريستوفر وهو يرى ابنه للمرة الأولى، فيما يبقى أكيرا غير مُطّلعٍ على أصل والديه البيولوجيَّين.
يُختَتَم الفيلم بكريستوفر وميكو يمشيان متشابكَين، ومع تلاشي الصورة يُسمِعُها كريستوفر بهدوء أغنيةً آيسلندية كان قد غنّاها أيام «نيبّون».

## طاقم الممثلين
- إغيل أولافسون بدور كريستوفر
- كُوكي بدور ميكو (الشابة)
- بالمي كورماكور بدور كريستوفر (شابًا)
- ماساهيرو موتوكي بدور تاكاهاشي-سان
- سيغوردور إنغفارسون بدور يوناس
- يوكو ناراهشي بدور ميكو (الكبيرة)
- ماساتوشي ناكامورا بدور كوتاراغي-سان
- ميغ كوبوتا بدور هيتومي
- ماريا إلينجسن بدور إنغا
- إيجي ميهارا بدور الدكتور كوباياشي
- تيودور جوليوسون
- ستاركادور بيتورسون بدور ماركوس
- روث شين بدور السيدة إيليس
- بنديكت إرلينجسون بدور الدكتور ستيفانسون
- تاتسويا تاغاوا بدور أراي-سان
- تشارلز نيشيكاوا بدور غوتو-سان
- يوجين نومورا بدور أكيرا

## الإنتاج
تولّت شركة RVK Studios إنتاج الفيلم، وشارك في إنتاجه بالتاسار كورماكور، وأغنس يوهانسن، ومايك غودريدج. وفي ديسمبر 2022 صرّح كورماكور أنه يعتزم تصوير العمل بين آيسلندا واليابان. بدأ التصوير الرئيسي في 9 أكتوبر 2022 بلندن.

## الاستقبال
عُرض الفيلم لأول مرة في آيسلندا في 29 مايو 2024، ثم حصل على إصدارٍ مسرحيٍّ محدود في الولايات المتحدة وكندا في 12 يوليو 2024.

### الاستقبال النقدي
نال الفيلم إشادةً نقدية؛ إذ سجّل على روتن توميتوز معدل 92% «تقييمات إيجابية» بمتوسط 7.6/10 استنادًا إلى 63 مراجعة، وعلى ميتاكريتيك بلغ 74 من 100 بناءً على 21 مراجعة تُشير إلى «إشادةٍ عامة». وفي يناير 2025 فاز بجائزة الجمهور في مهرجان ترومسو السينمائي الدولي في النرويج.

## وصلات خارجية
- لمسة على موقع IMDb
- الموقع الرسمي للفيلم (بالإنجليزية)